# Anastrepha manihoti
Anastrepha manihoti är en tvåvingeart som beskrevs av Lima 1934. Anastrepha manihoti ingår i släktet Anastrepha och familjen borrflugor. Inga underarter finns listade i Catalogue of Life.